# Lijst van rijksmonumenten in Winterswijk (plaats)
De plaats Winterswijk telt 31 inschrijvingen in het rijksmonumentenregister. Hieronder een overzicht.
| Object                                              | Oorspronkelijke functie?  | Bouwjaar                          | Architect                              | Locatie                | Coördinaten?                  | Nr.?   | Afbeelding                                        |
| --------------------------------------------------- | ------------------------- | --------------------------------- | -------------------------------------- | ---------------------- | ----------------------------- | ------ | ------------------------------------------------- |
| Gaaf bewaard vakwerkhuisje met houten puntgevel     | Woonhuis                  | 18e/19e eeuw                      |                                        | Bossesteeg 2           | 51° 58' 16" NB, 6° 43' 11" OL | 39050  | Meer afbeeldingen                                 |
| Saksische schuur, baksteen met stijl en zegelwerk   | Boerderij                 | mogelijk 18e eeuw                 |                                        | Magnoliastraat 5       | 51° 57' 51" NB, 6° 42' 20" OL | 39051  | Saksische schuur, baksteen met stijl en zegelwerk |
| 't Elink'                                           | Boerderij                 | 1760                              |                                        | Kottenseweg 79         | 51° 57' 46" NB, 6° 43' 44" OL | 39052  | Meer afbeeldingen                                 |
| Jacobskerk                                          | Kerk en kerkonderdeel     | ca. 1300 (schip)                  |                                        | Markt 2                | 51° 58' 19" NB, 6° 43' 14" OL | 39053  | Meer afbeeldingen                                 |
| Toren Jacobskerk                                    | Kerk en kerkonderdeel     | eerste kwart 16e eeuw             |                                        | Markt bij 2            | 51° 58' 19" NB, 6° 43' 13" OL | 39054  | Meer afbeeldingen                                 |
| De Ravenhorst                                       | Boerderij                 | eerste helft 18e eeuw             |                                        | Ravenhorsterweg 88     | 51° 59' 14" NB, 6° 42' 43" OL | 39055  | Meer afbeeldingen                                 |
| Herenhuis met bakstenen lijstgevel                  | Werk-woonhuis             | derde kwart 18e eeuw              |                                        | Satinksplas 1          | 51° 58' 15" NB, 6° 43' 13" OL | 39056  | Meer afbeeldingen                                 |
| 'De leemkamp'                                       | Boerderij                 | 1859                              |                                        | Steengroeveweg 1       | 51° 58' 13" NB, 6° 44' 29" OL | 39058  | Meer afbeeldingen                                 |
| Doopsgezinde kerk                                   | Kerk en kerkonderdeel     | 1711                              |                                        | Torenstraat 4          | 51° 58' 19" NB, 6° 43' 10" OL | 39059  | Meer afbeeldingen                                 |
| Oude of Venemansmolen                               | Industrie- en poldermolen | 1898                              |                                        | Venemansweg 7          | 51° 57' 49" NB, 6° 42' 10" OL | 408867 | Meer afbeeldingen                                 |
| De Wilhelmina (De Tricotfabriek)                    | Industrie                 | 1890-1915/ 1934                   | Gerrit Beltman en Arend Gerrit Beltman | Wilhelminastraat 2     | 51° 58' 28" NB, 6° 42' 58" OL | 514039 | Meer afbeeldingen                                 |
| Spoelerij (De Tricotfabriek)                        | Industrie                 | 1912-1922                         | Arend Beltman                          | Wilhelminastraat bij 2 | 51° 58' 28" NB, 6° 42' 58" OL | 516077 | Meer afbeeldingen                                 |
| Fabrieksschoorsteen (De Tricotfabriek)              | Industrie                 |                                   |                                        | Wilhelminastraat bij 2 | 51° 58' 29" NB, 6° 43' 8" OL  | 516078 | Meer afbeeldingen                                 |
| Joodse begraafplaats                                | Begraafplaats en -onderdl | 1875                              |                                        | Misterweg 144          | 51° 58' 2" NB, 6° 42' 7" OL   | 523431 | Joodse begraafplaats                              |
| Metaheerhuis en draaihek op de Joodse begraafplaats | Begraafplaats en -onderdl | 1908                              |                                        | Misterweg 144          | 51° 58' 2" NB, 6° 42' 9" OL   | 523432 | Meer afbeeldingen                                 |
| Woning van de voorganger van de Synagoge            | Dienstwoning              | 1906                              | Schaaf                                 | Spoorstraat 36         | 51° 58' 7" NB, 6° 43' 4" OL   | 523458 | Woning van de voorganger van de Synagoge          |
| Joodse godsdienstschool                             | Onderwijs en wetenschap   | 1909                              | Schaaf                                 | Spoorstraat 34         | 51° 58' 7" NB, 6° 43' 4" OL   | 523459 | Joodse godsdienstschool                           |
| Synagoge                                            | Kerk en kerkonderdeel     | 1889                              |                                        | Spoorstraat 32         | 51° 58' 8" NB, 6° 43' 4" OL   | 39057  | Meer afbeeldingen                                 |
| Joodse begraafplaats                                | Begraafplaats en -onderdl | Eind 18e eeuw                     |                                        | Spoorstraat bij 36     | 51° 58' 7" NB, 6° 43' 2" OL   | 523460 | Joodse begraafplaats                              |
| Villa Aurora                                        | Woonhuis                  | 1904                              | Jacob Johannes Post                    | Prins Hendrikstraat 3  | 51° 58' 29" NB, 6° 42' 54" OL | 523466 | Meer afbeeldingen                                 |
| Vrijstaande stadsvilla                              | Woonhuis                  | 1906                              | Jacob Johannes Post                    | Prins Hendrikstraat 13 | 51° 58' 30" NB, 6° 42' 54" OL | 523467 | Vrijstaande stadsvilla                            |
| Stad Münster                                        | Horeca                    | 1882 (achterhuis) 1911 (voorhuis) | H. van der Schaaf                      | Markt 11               | 51° 58' 19" NB, 6° 43' 11" OL | 523468 | Meer afbeeldingen                                 |
| Watertoren                                          | Nutsbedrijf               | 1926                              | MABEG                                  | Misterweg 140          | 51° 58' 3" NB, 6° 42' 10" OL  | 523469 | Meer afbeeldingen                                 |
| Winkelpand met woonhuis en pakhuis                  | Werk-woonhuis             | 1908-1909                         | Jacob Johannes Post                    | Ratumsestraat 12A      | 51° 58' 20" NB, 6° 43' 18" OL | 523470 | Meer afbeeldingen                                 |
| Postkantoor                                         | Overheidsgebouw           | 1938                              | G.C. Bremer                            | Balinkesstraat 4       | 51° 58' 23" NB, 6° 42' 57" OL | 523474 | Meer afbeeldingen                                 |
| Molen Bataaf                                        | Industrie- en poldermolen | 1801                              |                                        | Bataafseweg bij 18     | 51° 58' 32" NB, 6° 44' 27" OL | 526018 | Meer afbeeldingen                                 |
| Villa Tricot Jan                                    | Woonhuis                  | 1864                              | L.G. Richter                           | Groenloseweg 1         | 51° 58' 28" NB, 6° 43' 11" OL | 526164 | Meer afbeeldingen                                 |
| Strandbad Winterswijk: paviljoen                    | Sport en recreatie        | 1932-1933                         |                                        | Badweg 4               | 51° 57' 26" NB, 6° 43' 31" OL | 527756 | Meer afbeeldingen                                 |
| Strandbad Winterswijk: waterbassin met kiosk        | Sport en recreatie        | 1933                              |                                        | Badweg bij 4           | 51° 57' 23" NB, 6° 43' 31" OL | 529913 | Meer afbeeldingen                                 |
| Strandbad Winterswijk: zandstrand/gazon             | Sport en recreatie        | 1933                              |                                        | Badweg bij 4           | 51° 57' 23" NB, 6° 43' 27" OL | 529914 | Meer afbeeldingen                                 |
| Strandbad Winterswijk: cascade                      | Sport en recreatie        | 1933                              |                                        | Badweg bij 4           | 51° 57' 21" NB, 6° 43' 32" OL | 529915 | Meer afbeeldingen                                 |